# Oriano Quilici
Oriano Quilici (* 29. November 1929 in San Pietro a Vico, Provinz Lucca, Italien; † 3. November 1998 in Bern, Schweiz) war ein italienischer römisch-katholischer Erzbischof und Diplomat des Heiligen Stuhls.

## Leben
Oriano Quilici empfing am 8. Dezember 1954 durch den Weihbischof in Rom, Erzbischof Luigi Traglia, das Sakrament der Priesterweihe.
Am 13. November 1975 ernannte ihn Papst Paul VI. zum Titularerzbischof von Tabla und bestellte ihn zum Apostolischen Pro-Nuntius in der Zentralafrikanischen Republik sowie zum Apostolischen Delegaten im Tschad und in der Republik Kongo. Der Kardinalstaatssekretär Jean-Marie Villot, spendete ihm am 7. Dezember desselben Jahres die Bischofsweihe; Mitkonsekratoren waren der Sekretär der Kongregation für die Evangelisierung der Völker, Kurienerzbischof Bernardin Gantin, und der Bischof von Grosseto, Primo Gasbarri. Am 26. Juni 1981 bestellte ihn Papst Johannes Paul II. zum Apostolischen Nuntius in Guatemala. Quilici wurde am 11. Juli 1990 Apostolischer Nuntius in Venezuela. Am 8. Juli 1997 wurde er zum Apostolischen Nuntius in der Schweiz und in Liechtenstein ernannt.